# Lý Quốc Anh
Lý Quốc Anh (tiếng Trung: 李国英, bính âm: Lǐ Guó Yīng, sinh tháng 12 năm 1963), người Hán, là nhà khoa học thủy lợi, chính trị gia nước Cộng hòa Nhân dân Trung Hoa. Ông là Ủy viên Ủy ban Trung ương Đảng Cộng sản Trung Quốc khóa XX, khóa XIX, hiện là Bí thư Đảng tổ, Bộ trưởng Bộ Thủy lợi Trung Quốc. Ông nguyên là Phó Bí thư Tỉnh ủy, Tỉnh trưởng Chính phủ Nhân dân tỉnh An Huy, Hiệu trưởng Trường Đảng Tỉnh ủy tỉnh An Huy; Ủy viên dự khuyết Ủy ban Trung ương Đảng Cộng sản Trung Quốc khóa XVIII, Phó Bộ trưởng Bộ Thủy lợi, Chủ nhiệm Ủy ban Thủy lợi Hoàng Hà.
Lý Quốc Anh là Đảng viên Đảng Cộng sản Trung Quốc, học hàm Giáo sư cao cấp công trình sư, học vị Tiến sĩ Khoa học môi trường, Nghiên cứu sinh Triết học.

## Xuất thân và giáo dục
Lý Quốc Anh sinh tháng 12 năm 1963, tại huyện cấp thị Vũ Châu, địa cấp thị Hứa Xương, tỉnh Hà Nam, Cộng hòa Nhân dân Trung Hoa. Ông lớn lên và theo học phổ thông tại quê nhà. Tháng 9 năm 1980, ông tới thủ phủ Trịnh Châu, trúng tuyển đại học, bắt đầu theo học chuyên ngành Kiến trúc công trình Thủy điện và Thủy lợi tại Đại học Thủy điện và Thủy lợi Hoa Bắc (NCWU), tốt nghiệp Cử nhân Thủy lực học và tháng 7 năm 1984. Từ tháng 9 năm 2007 đến tháng 1 năm 2011, ông là nghiên cứu sinh Khoa học môi trường tại Đại học Sư phạm Đông Bắc, bảo vệ thành công luận án Tiến sĩ Khoa học môi trường.
Ông được kết nạp Đảng Cộng sản Trung Quốc vào tháng 8 năm 1988. Từ tháng 9 năm 1996 đến tháng 7 năm 1999, ông theo học Lớp đào tạo cán bộ trung niên, thanh niên, rồi tiếp tục học chuyên ngành Triết học tại Trường Đảng Trung ương Đảng Cộng sản Trung Quốc.

## Sự nghiệp

### Ngành Tài nguyên nước

#### Sông Hoàng Hà
Sau khi tốt nghiệp đại học, Lý Quốc Anh bắt đầu sự nghiệp của mình từ năm 1984, ông được tuyển dụng và làm việc tại Ủy ban Thủy lợi Hoàng Hà, với công việc là Kỹ thuật viên thiết kế, khảo sát thủy lợi. Tháng 3 năm 1987, ông giữ chức Phó Chủ nhiệm Văn phòng Quy hoạch thứ nhất, Chủ nhiệm Văn phòng Tổng hợp quy hoạch của Ty Quy hoạch, Viện Quy hoạch và Khảo sát, Ủy ban Thủy lợi Hoàng Hà. Tháng 5 năm 1991, ông được bổ nhiệm làm Phó Ty trưởng Ty Quy hoạch và thăng chức thành Ty trưởng Ty Quy hoạch thứ nhất của Viện Quy hoạch và Khảo sát vào tháng 8 năm 1992.
Tháng 5 năm 1994, ông được bổ nhiệm làm Trợ lý Tổng Công trình sư Bộ Thủy lợi. Tháng 5 năm 1995, ông được bổ nhiệm làm Phó Tổng Công trình sư Bộ Thủy lợi. Đến tháng 10 năm 1995, ông kiêm nhiệm vị trí Ủy viên Đảng ủy, Phó Cục trưởng Cục Quản dự án thủy lợi Tiểu Lãng Để sông Hoàng Hà (黄河小浪底水利), phụ trách xây dựng, chuyên xử lý tình huống sông Hoàng Hà. Tháng 5 năm 1997, ông là Phó Chủ nhiệm Ủy ban Thủy lợi Hoàng Hà, Ủy viên Đảng ủy Ủy ban. Tháng 9 năm 1998, ông là Tổng Công trình sư Bộ Thủy lợi. Tháng 5 năm 1999, ông được điều về Hắc Long Giang, bổ nhiệm làm Bí thư Đảng tổ Sảnh Thủy lợi Chính phủ Nhân dân tỉnh Hắc Long Giang, nhậm chức Sảnh trưởng Sảnh Thủy lợi tỉnh từ tháng 8 cùng năm. Tháng 5 năm 2001, ông được bổ nhiệm làm Bí thư Đảng ủy, Chủ nhiệm Ủy ban Thủy lợi Hoàng Hà, cấp hàm phó tỉnh, phó bộ. Ông chính thức quản lý thủy lợi của toàn bộ sông Hoàng Hà, công tác ở vị trí này xuyên suốt 10 năm từ 2001 – 2011 với tiền nhiệm là Ngạc Cánh Bình, kế nhiệm là Trần Tiểu Giang.

#### Bộ Thủy lợi
Tháng 3 năm 2011, Lý Quốc Anh được Tổng lý Quốc vụ viện Ôn Gia Bảo bổ nhiệm làm Ủy viên Đảng ủy, Phó Bộ trưởng Bộ Thủy lợi Trung Quốc, công tác hỗ trợ và phụ tá Bộ trưởng Trần Lôi. Năm 2012, ông được bầu làm ủy viên dự khuyết của Ủy ban Trung ương Đảng Cộng sản Trung Quốc khóa XVIII. Tháng 1 năm 2021, Trung ương quyết định điều chuyển Lý Quốc Anh về thủ đô, bổ nhiệm ông làm Bí thư Đảng tổ, Bộ trưởng Bộ Thủy lợi Trung Quốc.

### An Huy
Tháng 7 năm 2015, Trung ương quyết định điều chuyển Lý Quốc Anh về tỉnh An Huy, vào Ban thường vụ Tỉnh ủy, giữ vị trí Phó Bí thư chuyên chức Tỉnh ủy tỉnh An Huy. Đến tháng 8, ông kiêm nhiệm Hiệu trưởng Trường Đảng Tỉnh ủy tỉnh An Huy. Ngày 01 tháng 9 năm 2016, ông được bổ nhiệm làm Thường vụ Tỉnh ủy, Phó Bí thư Tỉnh ủy An Huy, Quyền Tỉnh trưởng Chính phủ Nhân dân tỉnh An Huy. Ngày 21 tháng 1 năm 2017, ông được bầu làm Tỉnh trưởng Chính phủ Nhân dân tỉnh An Huy tại Đại hội Đại biểu Nhân dân lần thứ 12 của tỉnh An Huy. Tháng 10 năm 2017, ông được bầu làm Ủy viên chính thức Ủy ban Trung ương Đảng Cộng sản Trung Quốc khóa XIX, trong Đại hội Đảng Cộng sản Trung Quốc lần thứ XIX. Cuối năm 2022, ông tham gia Đại hội Đảng Cộng sản Trung Quốc lần thứ XX từ đoàn đại biểu khối cơ quan trung ương Đảng và Nhà nước. Trong quá trình bầu cử tại đại hội, ông được bầu là Ủy viên Ủy ban Trung ương Đảng Cộng sản Trung Quốc khóa XX.

## Danh hiệu
Là một kỹ sư của Bộ Thủy lợi Trung Quốc, ông đã giành được một số giải thưởng về khoa học, công nghệ: 
- Giải Nhất Giải thưởng Khoa học và Công nghệ Nước Hạ Vũ năm 2007;
- Giải Nhì Giải thưởng Tiến bộ Khoa học và Công nghệ Quốc gia năm 2009;
- Giải Nhất Giải thưởng Tiến bộ Khoa học và Công nghệ Quốc gia năm 2010.